# Elysium Rupes
Elysium Rupes es el nombre de una falla geológica sobre la superficie de Marte. Elysium Rupes está localizada con el sistema de coordenadas centrados en 26.11 grados de latitud Norte y 148.2° de longitud Este. El acantilado es rectilíneo y diagonal en sentido norte-sur.
El nombre fue aprobado por la Unión Astronómica Internacional en 1985 y hace referencia a la característica de albedo homónima, que hace referencia a Campos Elíseos (mitología), parte del más allá del inframundo griego.